# The Perfect Storm
The Perfect Storm ist ein Sachbuch von Sebastian Junger, das 1997 in englischer Sprache im Verlag W. W. Norton & Company erschien. Es behandelt die wahre Geschichte des Untergangs des Fischereischiffes „Andrea Gail“ im Oktober 1991.

## Inhalt
Das Buch erzählt die Geschichte des Fischtrawlers Andrea Gail aus Gloucester, der im Oktober 1991 im Nordatlantik in einen ungewöhnlich starken Sturm geriet und seither verschollen ist. An Bord des Schiffes befanden sich sechs Seeleute. Junger stellt in seinem Buch die letzten Tage dieser Seeleute, soweit recherchierbar, dar. Die Andrea Gail war ausgelaufen, um Schwertfisch zu fangen. Der Autor stellt zunächst den Hintergrund der Seeleute, das Örtchen Gloucester, die Gegebenheiten und Härten der Schwertfischfänger und die Probleme der Schwertfischfangindustrie dar. Das Buch folgt dabei den Seeleuten und ihren Familien kurz vor und während des Sturmes. Daneben werden Ereignisse anderer Schiffe in dem Sturm dargestellt.
Er stellt ferner den Verlauf des titelgebenden Sturmes dar. Der Sturm stellte insofern eine Besonderheit dar, als die Reste eines tropischen Wirbelsturms und eines Hurrikans auf einen aus Nordosten kommenden Sturm polaren Ursprungs trafen. Die Stürme vereinigten sich zu einem einzigen Sturm, der dementsprechend schwer war.

## Autor
Der Autor (* 17. Januar 1962 in Belmont, Massachusetts) lebte den größten Teil seines Lebens an der Küste von Massachusetts, an der auch ein Großteil der Handlung des Buches spielt. Er ist freier Journalist, der für diverse größere Magazine schrieb. Junger lebte zwei Jahre in Gloucester, um das Buch zu schreiben. Er hat beim Verfassen des Buches nach eigenem Bekunden die größte Hochachtung für die Mitarbeiter der Fischereiindustrie Gloucesters und ihrer Angehörigen entwickelt.

## Verfilmung
Das Buch wurde 2000 verfilmt; der Film „Der Sturm“ (Regie: Wolfgang Petersen) fügte dem Buch eine emotionale Rahmenhandlung, gerade in Bezug auf die letzten Stunden der Andrea Gail hinzu, die das Buch in dieser Form nicht enthielt.